# كيلافيغنا (بافيا)
كيلافيغنا (بالإيطالية: Cilavegna)‏ هي بلدة تقع في مقاطعة بافيا بإقليم لومبارديا في شمال إيطاليا. تبلغ مساحة هذه المدينة 18 (كم²)، وترتفع عن سطح البحر 115 م، بلغ عدد سكانها 5352 نسمة في عام 2007 حسب إحصاء المعهد الوطني للإحصاء.

## السكان
في سنة 1861 بلغ عدد السكان 3٬643 نسمة، وتطور العدد ليصل في سنة 2011 لـ 5٬656 نسمة.
يظهر هذا المخطط البياني تطور النمو السكاني لـ كيلافيغنا (بافيا)

## وصلات خارجية
- الموقع الرسمي